# Беар (округ, Техас)
Шаблон:StateAbbr_ 29°27′ пн. ш. 98°31′ зх. д. / 29.45° пн. ш. 98.52° зх. д.
Округ Беар (англ. Bexar County) — округ (графство) у штаті Техас, США. Ідентифікатор округу 48029.

## Історія
Округ утворений 1824 року.

## Демографія
За даними перепису 2000 року загальне населення округу становило 1392931 осіб, зокрема міського населення було 1309415, а сільського — 83516. Серед мешканців округу чоловіків було 677541, а жінок — 715390. В окрузі було 488942 домогосподарства, 345717 родин, які мешкали в 521359 будинках. Середній розмір родини становив 3,33.
Віковий розподіл населення поданий у таблиці:
| Стать    | До 15 років | 15-21 | 22-29 | 30-39  | 40-49  | 50-65 | 65-85 | Понад 85 |
| -------- | ----------- | ----- | ----- | ------ | ------ | ----- | ----- | -------- |
| Чоловіки | 169140      | 77587 | 83054 | 106682 | 95025  | 87144 | 54227 | 4682     |
| Жінки    | 162065      | 75062 | 85107 | 108304 | 101619 | 97744 | 74290 | 11199    |

## Суміжні округи
- Кендалл — північ
- Комал — північ
- Гвадалупе — північний схід
- Вілсон — південний схід
- Атаскоса — південь
- Медина — захід
- Бандера — північний захід

## Виноски
1. ↑  U.S. Decennial Census. United States Census Bureau. Архів оригіналу за 26 квітня 2015. Процитовано 19 квітня 2015.
2. ↑  Texas Almanac: Population History of Counties from 1850–2010 (PDF). Texas Almanac. Архів оригіналу (PDF) за 26 лютого 2015. Процитовано 19 квітня 2015.
3. ↑  American FactFinder. United States Census Bureau. Архів оригіналу за 2 липня 2019. Процитовано 2 липня 2019.(англ.) Наведено за англійською вікіпедією.
4. ↑  American FactFinder. Бюро перепису населення США. Архів оригіналу за 26 лютого 2012. Процитовано 31 січня 2008. [Архівовано 2008-05-21 у Wayback Machine.]

| США | Це незавершена стаття з географії США. Ви можете допомогти проєкту, виправивши або дописавши її. |